# アラン・ブルーム (園芸家)
アラン・ブルーム（Alan Bloom MBE、1906年11月19日 - 2005年3月31日）は、イギリスの園芸家。